# Bry
Bry és un municipi francès, situat a la regió dels Alts de França, al departament del Nord. L'any 2006 tenia 365 habitants.

## Demografia
| 1962                                       | 1968 | 1975 | 1982 | 1990 | 1999 |
| ------------------------------------------ | ---- | ---- | ---- | ---- | ---- |
| 270                                        | 275  | 233  | 272  | 312  | 349  |
| Des de 1962: població sense dobles comptes |      |      |      |      |      |

## Administració
| Període   | Identitat         | Partit |
| --------- | ----------------- | ------ |
| 2001-2008 | Robert Bronsart   |        |
| 2008-     | Daniel Zimmermann |        |